# Marsdenia engleriana
Marsdenia engleriana là một loài thực vật có hoa trong họ La bố ma. Loài này được W. Rothe mô tả khoa học đầu tiên năm 1915.